# Islandska pokrovača
Islandska pokrovača (znanstveno ime Chlamys islandica) je vrsta školjk iz družine Pectinidae.
Vrsta je razširjena ob atlantskih obalah Severne Amerike od Grenlandije do Massachusettsa